# Eduardo Eliseo Martín
Eduardo Eliseo Martín (Venado Tuerto, 26 de diciembre de 1953)  es un sacerdote y arzobispo argentino que se desempeña como arzobispo de Rosario.

Nació en Venado Tuerto, Provincia de Santa Fe el 26 de diciembre de 1953. 
Hizo sus estudios primarios y secundarios en la misma ciudad natal. 
Comenzó los estudios universitarios en la especialidad de química, pero tuvo que interrumpirlos al ingresar al Seminario Metropolitano “San José” de la arquidiócesis de La Plata donde realizó los estudios de filosofía y teología.
Fue ordenado sacerdote el 26 de diciembre de 1980 en la catedral de Venado Tuerto, por el obispo diocesano, Mario Picchi SDB.
El papa Benedicto XVI lo designó obispo de Río Cuarto  en 2006 siendo ordenado obispo el 19 de mayo del mismo año por los obispos Paulino Reale, Gustavo Help y Guillermo Galartti.
El papa Francisco lo promovió a la sede arzobispal de Rosario el 4 de julio de 2014 siendo puesto en posesión de dicha sede el 24 de agosto de ese año por el Cardenal Mario Aurelio Poli Primado de Argentina.
Recibió el palio, bendecido por el papa Franciso en la Solemnidad de los apóstoles Pedro y Pablo del año 2015, de manos del Nuncio Apostólico en Argentina, Mons. Emil Tscherrigel 7 de octubre del mismo año.
En la Conferencia Episcopal Argentina, actualmente, es Presidente de la Comisión de Educación Católica.